# 旅バス
株式会社旅バスは、東京都新宿区に本社を置いていた貸切バス事業者。2005年（平成17年）にツアーバス「キラキラ号」の運行を行う目的で、ロータリーエアーサービスにより設立された。

## 概要
「キラキラ号」は、当初はロータリーエアーサービスの催行による募集型企画旅行として、旅バスが貸切バスとして運行する高速ツアーバスとして営業し、高速ツアーバスの路線バス転換に伴い、2013年（平成25年）7月31日の夜行便より旅バスが運行しロータリーエアーサービスが販売する高速路線バスとなった。
資金繰りの悪化などにより、2014年（平成26年）7月に高速バス事業を福島県に本拠地を置く桜交通に譲渡し、同年8月11日に親会社のロータリーエアーサービスおよび関連会社のケーケーエアーとともに破産した。保有するバス及び従業員も同社へ移籍した。譲渡後は桜交通が運行し同社子会社のさくら観光が販売し、「キラキラ号」の愛称や車両、予約ウェブサイトは継続している。旅バスの法人自体も、2015年（平成27年）12月に法人格が消滅した。